# Gare d’Enghien-les-Bains
Gare d’Enghien-les-Bains vasútállomás Franciaországban, Enghien-les-Bains településen.

## Vasútvonalak
Az állomást az alábbi vasútvonalak érintik:
- Saint-Denis–Dieppe-vasútvonal

## Kapcsolódó állomások
A vasútállomáshoz az alábbi állomások vannak a legközelebb:
- Gare du Champ de courses d'Enghien (Gare de Persan - Beaumont, Gare de Pontoise, Transilien H)
- Gare de La Barre - Ormesson (Paris Gare du Nord, Transilien H)